# Kovski Vrh
Kovski Vrh – wieś w Słowenii, w gminie Škofja Loka. W 2018 roku liczyła 32 mieszkańców.